# Hitler's Harlot
Hitler's Harlot is een Amerikaanse sexploitationfilm uit 1973, geregisseerd door Hy Del.

## Verhaallijn
Twee agenten van de SS-Politie-Divisie moeten alles uit de kast halen om de identiteit van een man, die schuil gaat onder de pseudoniem John Paul, zien te achterhalen. Deze man, die tevens de leider van het verzet is, wordt verantwoordelijk gehouden voor een explosie in een fabriek.

## Rolverdeling
| Acteur             | Personage                                         |
| ------------------ | ------------------------------------------------- |
| Nancy Martin       | SS-Politie Officier (als Ingrid Rob)              |
| Larry Barnhouse    | Karl (als Hans Lasch)                             |
| Billi Best         | Blonde gevangene                                  |
| April Grant        | Gevangene met paardenstaartjes (als Maria Schell) |
| Gordon Freed       | Gevangene (als Fred Marks)                        |
| Stef Eisen         | Laatste gevangene met commandant                  |
| Ginger Lee Hawkins | Nazi gijzelaar                                    |